# Milen Weltschew

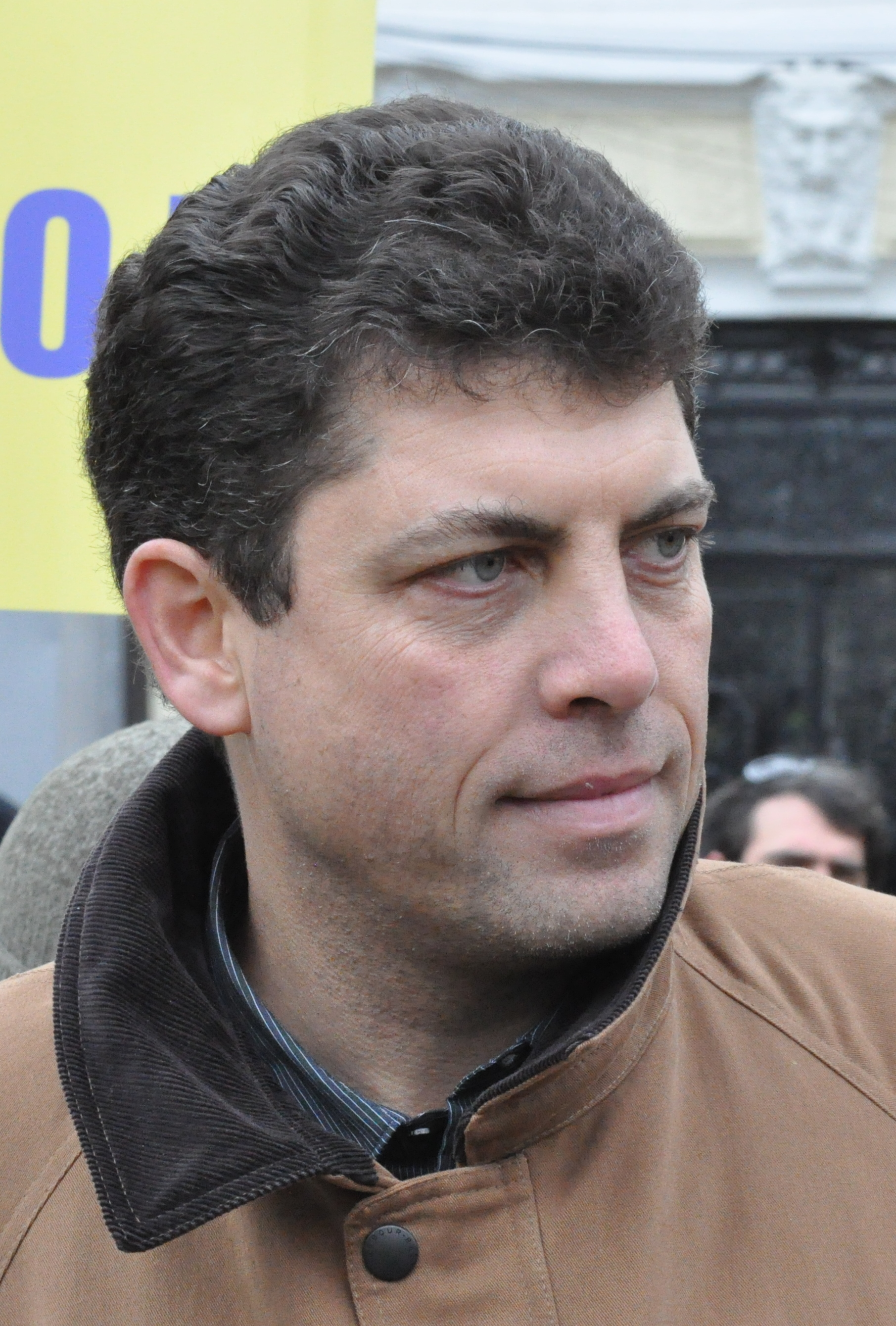
Milen Weltschew (2010)

Milen Emilow Weltschew (auch Milen Emilov Velchev geschrieben; bulgarisch Милен Емилов Велчев; * 24. März 1966 in Sofia, Bulgarien) ist ein bulgarischer Finanzfachmann, Politiker der Partei NDWS, Mitglieder im Londoner „Bulgarian City Club“ und ehemaliger Finanzminister.

## Leben
Milen Weltschew wurde am 24. März 1966 in der bulgarischen Hauptstadt Sofia geboren. 1988 schloss er ein Studium der Internationalen Beziehungen am Höheren Wirtschaftsinstitut Karl Marx (heute Universität für National- und Weltwirtschaft) in Sofia ab. 1993 folgte der Master of Business Administration an der University of Rochester und 1995 der im Financial Engineering am Massachusetts Institute of Technology. 1994 arbeitete er als Aushilfe bei der Chemical Bank of New York.
Von 1995 bis 2001 war Weltschew bei der Investmentbank Merrill Lynch in London tätigt. Dort lernte er Kiril Sakskoburggotski kennen.
2001 wurde Weltschew mit der Liste der NDWS als Abgeordnet ins bulgarischen Parlament gewählt. Kurz danach berief ihn Simeon Sakskoburggotski als Finanzminister in sein Kabinett. Dieses Amt hatte er bis 2005 inne, bis er als Kandidat der NDSW für die Bürgermeisterwahl in Sofia teilnahm und Bojko Borissow unterlag. Bei den Parlamentswahlen im selben Jahr wurde Weltschew erneut zum Abgeordneten gewählt. Bei der Regierungsbildung, in der die NDWS eine große Koalition mit der DPS und der BSP einging wurde Plamen Orescharski Finanzminister. Weltschew blieb jedoch als Abgeordneter im Parlament tätigt und wurde Stellvertretender Vorsitzender des Haushaltsausschusses.
Bei den Parlamentswahlen am 5. Juli 2009 scheiterte die NDSW mit 3 % der Stimmen an der Sperrklausel von 4 %. Seit November 2009 ist Weltschew Mitglied des Nationalvorstandes der NDSW.

## Familie
Milen Weltschew ist verheiratet und hat einen Sohn. Sein Bruder ist der Großhotelier Georgi Weltschew.

## Auszeichnungen
- Finanzminister des Jahres, Auszeichnung von Euromoney magazine (2002)
- Minister des Jahres, Auszeichnung von the Business World Internet Edition (2002)
- „Global Leader for Tomorrow“, Auszeichnung von Weltwirtschaftsforum (2003)